# Sü Šou-chuej
Sü Šou-chuej (čínsky pchin-jinem Xú Shòuhuī, znaky 徐寿辉; † 1360) byl jedním z vůdců povstání rudých turbanů na sklonku vlády dynastie Jüan v Číně. Původně podomní obchodník z oděvy se zapojil do přípravy povstání a po vypuknutí vzpoury roku 1351 se stal císařem povstalecké říše Tchien-wan. Na trůnu se udržel devět let, roku 1360 jej svrhl a zabil vzbouřený generál Čchen Jou-liang, který na místě tchienwanského státu založil vlastní říši Chan.

## Život
Sü Šou-chuej se narodil v okresu Liou-jang východního Che-nanu. Byl vysoký a fyzicky silný, ale pouze s průměrnou inteligencí. Živil se jako podomní obchodník s oděvy.
Koncem 40. let 14. století se spojil s Cou Pchu-šengem a Pcheng Jing-jüem, vůdci jižní větve ilegálních skupin Bílého lotosu. Společně na východě Chu-peje připravovali vzpouru proti vládě mongolské dynastie Jüan. V květnu 1351 začalo dlouho připravované povstání rudých turbanů vzpourou severní větve rebelů v An-chueji a v srpnu téhož roku otevřeně vystoupili i Sü s Couem. V devátém měsíci roku 1351 dobyli Čchi-čou, hlavní město prefektury na severovýchodě Chu-peje a ustavili jej hlavním městem povstalecké říše Tchien-wan, Sü Šou-chuej se stal císařem nového státu.

Čína roku 1358

Tchienwanská vojska záhy dobyla značné části Chu-peje, Chu-nanu a Ťiang-si. Roku 1353 však armáda říše Jüan vedená Togtem znovudobyla většinu předtím ztraceného území včetně Čchi-čou. Sü se poté se zbytky dvora skrýval v horách východního Chu-peje. Po odvolání Togta začátkem roku 1355 jüanské síly ztratily jednotné vedení, což povstalci neprodleně využili. Vojsko říše Tchien-wan v následujících dvou letech obsadilo území dnešních provincií Chu-pej, Chu-nan, Ťiang-si a S’-čchuan, hlavním městem říše se stal Chan-jang.
Navzdory své císařské hodnosti nebyl Sü nejmocnějším člověkem v říši. Zprvu stál v čele tchienwanské vlády Cou Pchu-šeng, po roce 1353 pak Ni Wen-ťün. Ni se roku 1357 pokusil zabít Süa a stát se císařem, ale neuspěl a zahynul. Niovu vzpouru zmařil jeden z jeho podřízených – generál Čchen Jou-liang, který ponechal Süa na trůnu v Chan-jangu a sám si vybudoval vlastní doménu v severním Ťiang-si. Počátkem roku 1360 se prohlásil králem Chan. Vzápětí zaútočil na Chan-jang a zabil Süa i s většinou ťienwanského dvora. Následně se prohlásil císařem říše Velká Chan a obsadil většinu ťienwanských území, pouze v S’-čchuanu, od roku 1357 tchienwanské provincii, se tamní velitel Ming Jü-čen prohlásil samostatným králem.